# Козленко Володимир Анатолійович
Володимир Анатолійович Козленко (нар. 22 березня 1979) — український футболіст, що грав на позиції захисника і півзахисника. Найбільш відомий за виступами у клубі вищої ліги України «Металург» із Запоріжжя, а також у клубах вищих дивізіонів Казахстану, Грузії та Азербайджану. Скандально відомий також за розмовою по мобільному телефону під час матчу, а також за організацію договірних матчів.

## Клубна кар'єра
Володимир Козленко розпочав виступи у професійному футболі в 1997 році в складі команди другої ліги «Факел» з Варви. На початку 1998 року молодий гравець отримав запрошення від клубу вищої ліги України «Металург» із Запоріжжя, в якому грав до кінця сезону 1998—1999 років. На початку сезону 1999—2000 років футболіст грав у складі команди другої ліги «Кремінь» з Кременчука, а в другій половині сезону грав у складі команди української першої ліги «Оболонь-ППО» з Києва. На початку сезону 2000—2001 років Козленко грав у складі команди другої ліги «Фрунзенець-Ліга-99» з Сум. З початку 2001 року футболіст грав спочатку в аматорській команді «Податкова Академія» з Ірпеня, яка з другої половини року розпочала виступи в другій лізі під назвою «Нафком-Академія».
У 2002 році Володимир Козленко став гравцем команди першої ліги «Вінниця», і грав у її складі до 2004 році, коли команда змінила назву на «Нива». У сезоні 2004—2005 років футболіст грав у складі команди першої ліги «Поділля» з Хмельницького. Сезон 2005—2006 років гравець розпочав у команді другої ліги «Єдність» з Плисок, проте вже після проведених 3 матчів чемпіонату та гри Кубку України перейшов до іншої команди другої ліги ПФК «Олександрія». У 2006—2007 роках Козленко грав у складі казахських команд найвищого дивізіону «Екібастузець» і «Кайсар». На початку 2008 року футболіст повернувся в Україну, та став гравцем клубу другої ліги «Комунальник» з Луганська, в якому грав до кінця року. На початку 2009 року Козленко грав у складі грузинського клубу найвищого дивізіону «Гагра», а після повернення на батьківщину до кінця року грав у складі команди другої ліги «Полтава». На початку 2010 року футболіст грав у складі аматорського футбольного клубу «Зірка» з Києва, а в другій половині 2010 року Козленко грав у складі команди найвищого дивізіону Азербайджану «Кяпаз». Після повернення в Україну з 2011 до 2013 року футболіст грав у низці українських аматорських команд.

## Після завершення професійної кар'єри
На початку 2015 року Володимир Козленко спробував стати гравцем команди другої ліги «Енергія» з Нової Каховки. Проте в час перегляду в команді у грі Меморіалу Олега Макарова Козленко безпосередньо під час футбольного матчу розмовляв на полі по мобільному телефону. За цей поступок, який спричинив серйозний резонанс, ФФУ дискваліфікувала футболіста до кінця турніру. Пізніше Козленко пояснив свій вчинок тим, що він розмовляв з родичами з Донбасу, оскільки вони якраз поверталися на підконтрольну Україні територію, і він переживав за їхнє життя. У 2015 році Володимир Козленко став граючим тренером аматорської команди «Локомотив» з Києва. У 2018 році Козленка уперше звинуватили в організації договірних матчів — повідомлено, що він присутній на відео, знятому поліцією в ході розслідування справи про договірні матчі. У 2021 році колишній футболіст звинувачувався в організації договірного матчу між клубами Прем'єр-ліги України «Минай» і «Шахтар» (Донецьк). З 2020 року Володимир Козленко є граючим тренером аматорської команди «Софія» з Софіївської Борщагівки.

## Особисте життя
Сином Володимира Козленка є Анатолій Козленко, який грав у дублюючому складі команди «Дніпро-1»